# Viktar Renejski
Viktar Iosifavitj Renejski (ukrainska: Віктар Іосіфавіч Рэнейскі; även ryska: Виктор Ренейский: Viktor Renejskij samt rumänska: Victor Reneischi), född den 24 januari 1967 i Bobrujsk i Belarusiska SSR i Sovjetunionen (nu Babrujsk i Belarus), är en belarusisk och moldavisk kanotist som tävlade för Sovjetunionen, Belarus och Moldavien. Som tränare har han arbetat i Kroatien innan han blev Belarus landslagstränare. Sedan november 2015 har han varit huvudtränare för Moldaviens landslag i kajak och kanot.

## Meriter som aktiv (urval)
Han tog OS-guld i C-2 1000 meter och OS-guld även i C-2 500 meter i samband med de olympiska kanottävlingarna 1988 i Seoul.
Han tog OS-silver i C-2 500 meter i samband med de olympiska kanottävlingarna 1996 i Atlanta.